# 鹿島エレクトロニクス
鹿島エレクトロニクス（かしまエレクトロニクス）は群馬県北群馬郡吉岡町に本社を置く、国内・中国でのEMS事業（SMT実装・COB実装等の基板実装）、WLCSP（ウェハレベル）テーピングをはじめとする各種テーピングサービス、半導体ソリューション事業、設計・開発業務を行う会社。2014年（平成26年）10月、「鹿島エレクトロ産業」から「鹿島エレクトロニクス」へ社名変更を行う。

## 概要
1975年（昭和50年）に中堅電機メーカーの専属下請けとしてセラミックコンデンサーの製造加工の受託を行う企業として創業したが同社の組立部門の海外移転で納入先を失った為、1986年（昭和61年）にキャノン電子本社工場内でのフロッピーディスクドライブの組立工程を受託し、EMS事業の第一歩を踏み出した。
その後、フロッピーディスクの組立だけでなく、そのエンジン部分の製造も受託された為、高速チップマウンターなどの半導体実装装置を導入した。
これを切っ掛けに、本格的に電子部品ユニットの生産を開始したほか、デスクトップパソコンなどの様々な完成品の組立にも乗り出すなどEMS企業として発展することとなった。
これらの製造経験を生かして1991年（平成3年）に半導体のテーピングマシンの開発・販売を開始して単なる受託企業からの脱却し自社製品を持つまでに成長した。
その後、電子部品実装の技術力が評価され、取引先の一つである大手事務機器メーカーが1995年（平成7年）に台湾の光学機器のEMS企業亜洲光学と組んで中華人民共和国東莞市で低価格ファクシミリの量産を計画した際に、その中核部品である電子部品の実装技術を提供して現地生産に乗り出すこととなった。この際に台湾証券取引所上場企業である亜洲光学と折半出資で合弁会社を香港に設立しその100%出資子会社の形で東莞市の亜洲光学グループの工場内に生産拠点「東莞廣通事務機有限公司」を設立し、本格的な海外生産に乗り出すこととなった。
この東莞市の生産拠点「東莞廣通事務機有限公司」では、設備投資資金は全て亜洲光学が負担し、一般的な生産管理と従業員の人事管理も同じ敷地内にある他の亜洲光学グループ企業と同様に亜洲光学が一括して行い、鹿島エレクトロ産業側は、3年ローテーションで日本人社員を5名常駐させ、量産技術の支援、生産・検査設備類の選定、日本の得意先からの技術的な打ち合わせへの対応と云う技術営業など電子部品の実装技術に全般を鹿島エレクトロ産業側が担う、という分担で設立・運営されている。
その為、折半出資で設立した際の鹿島エレクトロ産業側は群馬の工場から移設した機械設備の現物出資のみであっただけでなく、その後の設備増強時の資本も全て増資引き受けの形で亜洲光学が引き受けており、結果的に2002年（平成14年）段階で鹿島エレクトロ産業の出資比率は23%まで低下して資本上は持分法子会社となっているが、日本での鹿島エレクトロ産業の取引先マックスの深圳工場の受注獲得や、受注先の日本の電気・電子機器メーカーや事務機器メーカーとの詳細な打ち合わせを行いながらの開発・試作から量産試作までを鹿島エレクトロ産業が日本で行ってから、東莞市の生産拠点「東莞廣通事務機有限公司」に治具や検査装置などの生産設備を移転する形で運営しており、現在も鹿島エレクトロ産業の中国の生産拠点として機能している。
また、2003年（平成15年）1月には上海にも亜洲光学との合弁会社「信泰鹿島電子（上海）有限公司」を設立し、2007年（平成19年）2月にはより大規模な工場を建設して移転させるなど中国でのEMS事業を亜洲光学と一体となって拡大している。
こうした中国への進出は日本の中小企業の海外展開の成功例の一つとして日本貿易振興会アジア経済研究所が編集した「産業リンケージと中小企業-東アジア電子産業の視点-」という単行本で1章丸ごと使用して紹介されたり、群馬大学の「地域研究センター」が行っている「中国ビジネス研究会」の副会長に鹿島社長が就任するなど注目を集めている。

## 事業内容

### EMS実装（国内・中国）
- EMS実装（SMT実装・COB実装）
- 移動体通信、デジタル、車載、省エネ、アミューズメント、産業機器等

### 半導体ソリューション
- スクリーニング
- 外観検査
- ROM書込み（ロム書込み）
- リードフォーミング
- ベーキング
- 真空パック
- トレイ詰、スティック詰

### テーピングサービス＆テーピングマシン・部材販売
- 半導体、WLCSPのテーピング
- 電子部品、機構部品のテーピング
- 部材、マシン販売

### 品質支援・信頼性評価
- 選別検査
- 不具合解析・故障解析
- 品質・信頼性試験
- 品質・信頼性技術支援

### 電子機器保守サービス
- 移動体通信、電子機器の修理 ・保守サービス

### 開発受託・派遣
- ハードウェア、ソフトウェアシステム開発
- 車載、通信系、携帯電話、組込みドライバ、生産システム、業務システム

## 沿革
- 1975年（昭和50年） - 現在地に会社を設立し、セラミックコンデンサーの製造加工の受託業務開始。
- 1980年（昭和55年） - 吉岡工場を新設してチップマウンターを導入し、集積回路製品の製造開始
- 1984年（昭和59年） - 半導体テーピング加工業務開始
- 1986年（昭和61年） - キャノン電子より受託し、FDD（フロッピーディスクドライブ）の組立開始
- 1987年（昭和62年） - 高速チップマウンターを導入し、集積回路関連製品の製造受託を強化
- 1988年（昭和63年） - 移動体通信回路ユニット製造開始
- 1989年（平成元年） - コードレス電話、カーCD用基板実装開始
- 1990年（平成2年） - 自動外観検査装置導入
- 1991年（平成3年） - テーピングマシンKET-1901開発し、生産設備の外販事業を開始
- 1992年（平成4年） - デスクトップパソコン製造開始
- 1994年（平成6年） - コンタクトイメージセンサー製造開始
- 1995年（平成7年）6月 - 中華人民共和国で委託加工開始
- 1995年（平成7年）10月 - 本社工場増設
- 1996年（平成8年）4月 - 中華人民共和国東莞市に亜洲光学との合弁会社「東莞廣通事務機有限公司」設立
- 1996年（平成8年）5月 - テーピングマシンKEC-2001V開発
- 1997年（平成9年）4月 - カラーイメージセンサー製造開始
- 1997年（平成9年）6月 - 携帯電話機完成品までの生産開始
- 1998年（平成10年）6月 - LCD評価装置納入
- 1999年（平成11年）1月 - 群馬県の中小企業創造活動法認定企業と成る
- 1999年（平成11年）11月 - ベンチャーキャピタルより投資
- 2001年（平成13年）10月 - 九州事業所開設
- 2003年（平成15年）1月 - 中華人民共和国上海に亜洲光学との合弁会社「信泰鹿島電子（上海）有限公司」設立
- 2005年（平成17年）4月 - ISO14001取得
- 2006年（平成18年）4月 - 経済産業省『元気なモノ作り中小企業300社』に選定
- 2007年（平成19年）2月 - 「信泰鹿島電子（上海）有限公司」（中華人民共和国上海）を新工場に移転
- 2007年（平成19年）4月 - ハード・ソフト開発オフィス開設（九州）
- 2008年（平成20年）2月 - 名古屋事業所開設（愛知県安城市）
- 2009年（平成21年）2月 - 経済産業省『雇用創出企業1400社』に選定
- 2009年（平成21年）7月 - 九州事業所を移転（ハード・ソフトウェア開発オフィスを統合）
- 2014年（平成26年）10月 - 「鹿島エレクトロニクス株式会社」へ社名変更